# Pizzo Groppera
Il Pizzo Groppera (2.948 m s.l.m.) è una montagna delle Alpi del Platta (nelle Alpi Retiche occidentali) in Lombardia (provincia di Sondrio).

## Caratteristiche
È situato nel comune di Madesimo, in provincia di Sondrio, lungo lo spartiacque alpino. Un suo versante è infatti affacciato sulla Valle Spluga, facente parte del bacino idrografico del Po, l'altro sulla Val di Lei, dove scorre il Reno di Lei.
Poco sotto la cima si trova la stazione di arrivo della funivia che parte da località "Cimasole" nel comune di Madesimo e che collega il Groppera con gli altri impianti sciistici della Ski Area Valchiavenna Campodolcino-Madesimo. Da qui infatti si possono raggiungere le piste del comprensorio della Val di Lei e il fuoripista del Canalone.
La montagna ha avuto rilevanza politica nel 1979. Quell'anno infatti Roger Schawinski, fondatore della radio pirata svizzera Radio 24, ha installato sul Groppera un potente trasmettitore in grado di diffondere il segnale della radio in buona parte del territorio elvetico. Fino al 1983 infatti in Svizzera esisteva il monopolio pubblico del servizio radiotelevisivo, monopolio invece abolito in Italia da una legge del 1976. Dopo il 1983 Radio 24 è diventata una radio autorizzata a trasmettere anche dal territorio elvetico.

## Salita alla vetta
Si può salire sulla vetta partendo dal Rifugio Chiavenna (2.044 m s.l.m.).